# Park Narodowy Morne Seychellois

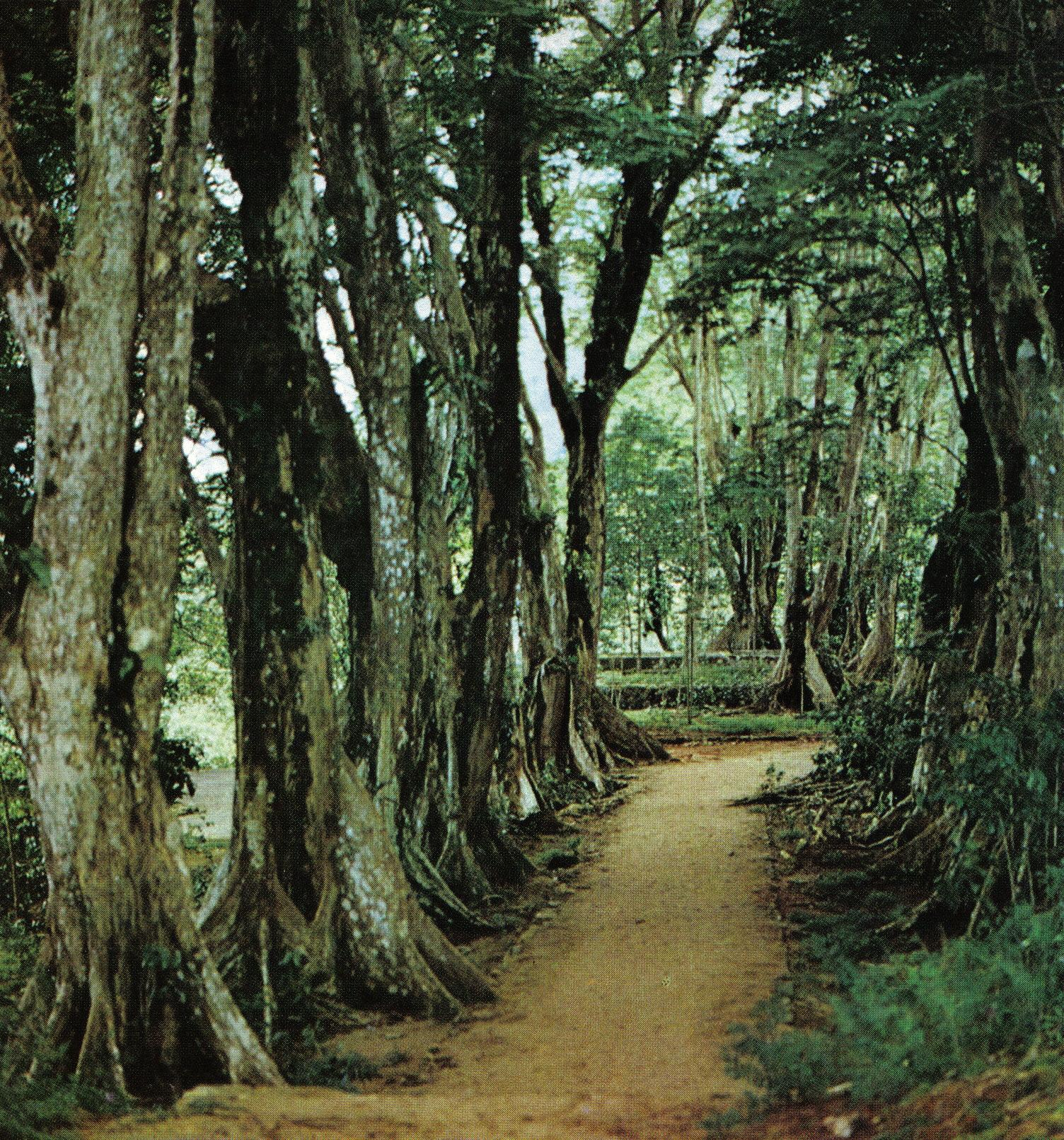
Ścieżka w Parku Narodowym Morne Seychellois

Park Narodowy Morne Seychellois (ang. Morne Seychellois National Park) – park narodowy na Seszelach o powierzchni 3045 ha, co stanowi około 20% obszaru wyspy Mahé. Został utworzony w 1979 roku. Ochroną objęto tu naturalny ekosystem lasu równikowego.
W parku znajduje się najwyższe wzniesienie Seszeli – Morne Seychellois (905 m n.p.m.). Zachowały się tu także ruiny starej fabryki cynamonu i pierwszej szkoły, służącej niegdyś dzieciom oswobodzonych niewolników.